# Maigrets Geständnis
Maigrets Geständnis (französisch: Une confidence de Maigret) ist ein Kriminalroman des belgischen Schriftstellers Georges Simenon. Er ist der 54. Roman einer Reihe von insgesamt 75 Romanen und 28 Erzählungen um den Kriminalkommissar Maigret. Entstanden vom 26. April bis 3. Mai 1959 in Echandens, wurde der Roman vom 24. August bis 15. September 1959 in 20 Folgen in der Tageszeitung Le Figaro vorabveröffentlicht, die Buchausgabe erschien noch im September des Jahres im Verlag Presses de la Cité. Die erste deutsche Übersetzung von Hansjürgen Wille und Barbara Klau publizierte 1960 Kiepenheuer & Witsch unter dem Titel Maigret und der Fall Josset. 1982 veröffentlichte der Diogenes Verlag eine Neuübersetzung von Roswitha Plancherel unter dem Titel Maigrets Geständnis.
Bei einem gemeinsamen Abendessen erzählt Maigret seinem Freund Dr. Pardon von einer alten Ermittlung, dem Fall Josset. Alle Indizien deuteten darauf hin, dass ein durch Heirat zu Wohlstand gelangter Apotheker seine Ehefrau ermordete, um seine Geliebte ehelichen zu können. Doch im Verhör durch den Kommissar beteuerte Josset seine Unschuld. Während Presse und Öffentlichkeit den Verdächtigen längst vorverurteilt hatten, blieben dem zweifelnden Kommissar die Hände gebunden, denn der ebenfalls von Jossets Schuld überzeugte Untersuchungsrichter zog den Fall an sich.

## Inhalt

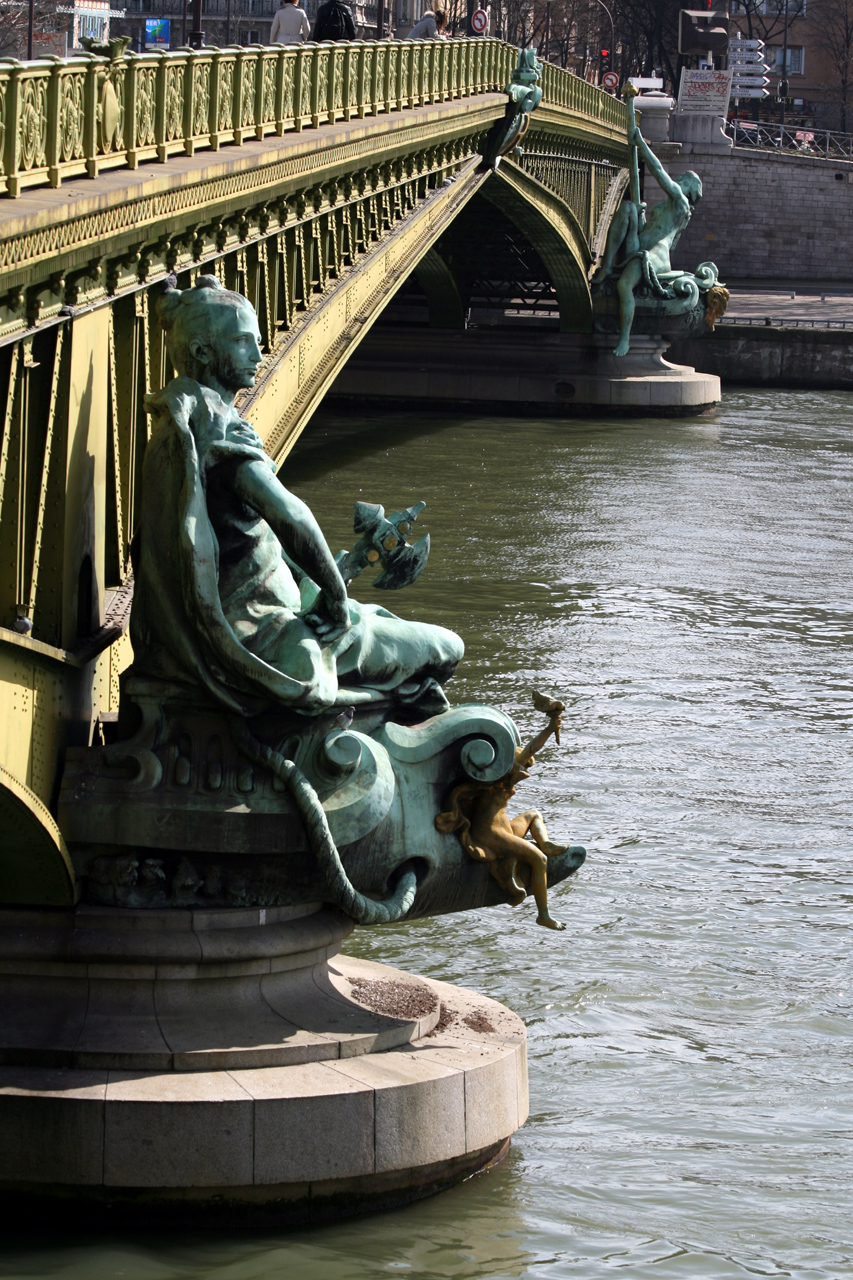
Die Pont Mirabeau in Paris

Ein Maiabend in Paris: Die Maigrets sind zum Abendessen beim Ehepaar Pardon eingeladen. Dr. Pardon ist mit seinen Gedanken bei einem Patienten, einem polnischen Schneider und Vater von fünf Kindern, der im Sterben liegt. Er erwartet jeden Moment den nächsten verzweifelten Anruf der hilflosen Frau. Um ihn abzulenken, erzählt ihm sein Freund Maigret die Geschichte eines früheren Falles.
Adrien Josset war ein kleiner Apotheker, als er durch die Ehe mit der einige Jahre älteren Witwe Christine Lowell zu Wohlstand und gesellschaftlichem Aufstieg gelangte. Durch das Vermögen seiner Frau führte er bald den Pharmakonzern Josset & Virieu. Doch in ihren Kreisen blieb ihm der Makel eines Emporkömmlings und Gigolos. Als er eine Affäre mit seiner Sekretärin Annette begann, stellte ihn deren Vater, der pflichteifrige Provinzbeamte Martin Duché, zur Rede und erzwang Jossets Einwilligung in die Ehe. Noch am gleichen Abend wurde seine Frau in ihrer Villa in Auteuil durch einundzwanzig Messerstiche ermordet. Josset machte Anstalten zu fliehen, packte seine Koffer, warf ein Messer von der Pont Mirabeau in die Seine, doch schließlich stellte er sich der Polizei.
Obwohl alle Indizien gegen ihn sprachen, beteuerte Josset beim Verhör durch Kommissar Maigret seine Unschuld. Die Heirat mit Christine sei eine Liebesheirat gewesen, die Verbundenheit der Ehepartner habe auch durch Jossets Affäre nicht getrübt worden können. Im Gegenteil habe er sogar ihren Rat einholen wollen, wie mit seinem Eheversprechen und dem Vater Duché umzugehen sei. Doch als er seine Frau tot in ihrem Bett aufgefunden habe, sei er in Panik geraten und habe nur noch an Flucht und die Vernichtung eventuell ihn belastender Spuren wie seines alten Armeemessers denken können. 
Maigret blieb unschlüssig in seinem Urteil über Josset, doch der Untersuchungsrichter Coméliau nahm ihm den Fall schon bald aus der Hand und ließ die Kriminalpolizei nur noch Dienstbotengänge für seine Ermittlungen verrichten. Er war wie die gesamte Öffentlichkeit fest von der Schuld Jossets überzeugt. Die Medien enthüllten ständig neue Einzelheiten, die die öffentliche Meinung gegen Josset aufbrachten. So hatte dieser Annette nach einer ungewollten Schwangerschaft zu einer Engelmacherin geschickt. Und Vater Duché nahm sich das Leben, als er in Fontenay-le-Comte durch Journalisten von der Mordanklage erfuhr.
Zwei Wochen später, beim Gegenbesuch der Pardons, beschließt Maigret seine unterbrochene Erzählung. Zwar stieß er bei seinen Untersuchungen auch auf Spuren, die Josset entlasteten, doch ließ man ihn diese nicht verfolgen. So hatte etwa Martin Duché kein Alibi für den Mordabend, an dem er sich in Paris sinnlos betrank, und im Pharmakonzern gab es Auseinandersetzungen über die Strategie des Unternehmens. Schließlich förderte Christine eine ganze Anzahl junger Männer aus dem Künstlermilieu, ihre so genannten „Protegés“, darunter auch ein zwielichtiger Krimineller mit Spitznamen Popaul. Aber die öffentliche Meinung war nicht mehr umzustimmen. Josset wurde verurteilt und hingerichtet. Zwei Jahre später erfuhr Maigret bei Untersuchungen zu einem anderen Fall von der angeblichen Aussage eines Popauls in Venezuela, der sich mit dem Mord an Christine Josset brüstete. Doch der Mann blieb unauffindbar, der Fall Josset ist offiziell abgeschlossen. Maigret weiß bis heute nicht, ob er schuldig oder unschuldig war.

## Interpretation
Josef Quack bezeichnete Maigrets Geständnis – neben dem Sonderfall Maigrets Memoiren – als „spektakulärste Abweichung sowohl vom Schema des Kriminalromans wie vom üblichen Erzählstil der Maigrets“. Der Kriminalroman lasse „nahezu alle Grundfragen der Gattung offen“. Für Murielle Wenger zeichnet sich die späte Phase der Maigret-Reihe dadurch aus, dass Simenon seinen Protagonisten mehr und mehr als Sprachrohr für seine eigenen Gedanken über Recht und Gerechtigkeit, Verantwortung und Schuld umfunktionierte. In Une confidence de Maigret zeigt sich dies bereits in der äußeren Form, indem der eigentliche Fall vollständig in der Rückblende erzählt wird. Wichtig sind nicht die Details der Ermittlungsarbeit, sondern Maigrets Erinnerungen an sie. Die Ermittlung selbst schrumpft zusammen auf Maigrets Interaktion mit dem Verdächtigen und allgemeinen Grübeleien über das Metier des Polizisten. Dabei spielt die Geschichte auf drei Erzählebenen: der Erzählgegenwart zwischen Maigret und Pardon, Maigrets Erzählungen in der Ich-Form und Passagen, insbesondere in den mittleren Kapiteln, in denen vollständig ein außenstehender Erzähler den Bericht des Falles übernimmt.
In der Plauderei mit Dr. Pardon zu Beginn des Romans breitet Maigret seine Ansichten über die moderne Polizeiarbeit und die Rolle der Justiz aus. Dies ist für Stanley G. Eskin „der Prolog zu der Geschichte eines Justizirrtums, der auf gesellschaftlichen Vorurteilen beruht.“ Josset, einem Mann aus einfachen Verhältnissen, bleibt sein Leben lang die Aufnahme in die Kreise seiner Frau verwehrt. Diese Ablehnung aufgrund seiner Herkunft setzt sich in den Ermittlungen des Untersuchungsrichters Coméliau fort, der ebenfalls der Klasse des gehobenen Bürgertums angehört. Maigret ist der Einzige, der bereit ist, den Apotheker ohne Vorurteile zu betrachten. Zwar weisen alle rationalen Argumente auf Josset als logischen Täter hin, „aber der Kommissar mißtraute rationalen Argumenten.“ Gewohnt, nur seiner Intuition zu vertrauen, sperrt sich Maigret gegen die Logik des „gesunden Menschenverstands“, deren Anwendung bloß zu den entsetzlichsten Justizirrtümern beigetragen habe.
Eine ständige Präsenz im Hintergrund räumt der Roman Maigrets häufigem Gegenspieler ein, dem Untersuchungsrichter Coméliau. Er wird als „Intimfeind“ des Kommissars vorgestellt, der ihn dennoch mit dem falschen Verständnis seines Amtes entschuldigt, „Härte zu zeigen, wenn die bestehende Ordnung bedroht wird. Ich glaube nicht, dass er jemals Zweifel hatte. Mit größter Gelassenheit trennt er die Guten von den Bösen und kann sich gar nicht vorstellen, dass es auch noch Menschen geben kann, die zwischen den beiden Lagern stehen.“ Coméliau ist der Prototyp eines Menschen, der keine eigenen Erfahrungen macht und dem dadurch jenes Verständnis für andere Menschen abgeht, das Maigret auszeichnet: „Während die Welt sich von Tag zu Tag veränderte, blieb der Richter sich selber und seinem angestammten Milieu treu.“ Was ihn vom Kommissar trennt, ist eine „Kluft zwischen seinen und Maigrets Lebensanschauungen“.
Eine Art Seelenverwandtschaft herrscht dagegen zwischen Maigret und Dr. Pardon. Nicht nur, dass sie viele Wesenszüge teilen, sie sind etwa gleich alt, beide Raucher, haben dasselbe Verständnis der Sprache und können gemeinsam schweigen. Sie haben auch eine ähnliche Einstellung zu ihrem Beruf, empfinden die erdrückende Last der Verantwortung und wünschen sich des Öfteren, sie hätten eine weniger belastende Profession gewählt. Wiederholt ziehen sie Vergleiche zwischen der Tätigkeit eines Arztes und der eines Kriminalkommissars. Sowohl Maigret als auch Pardon haben einen Beruf, „der sie beide mitunter zwang, eine Entscheidung zu treffen, von der das Schicksal eines Menschen abhing“. Dabei muss der Kommissar nicht „entscheiden, ob er schuldig ist oder nicht. Das ist nicht Sache der Kriminalpolizei. Aber wir müssen uns zumindest fragen, ob es überhaupt möglich ist, dass… Und das ist schon fast wie ein Urteil. Und genau davor graust mir!“ Als Maigret den Fall am Ende nicht aufklären kann und der Verdächtige trotz seiner Zweifel hingerichtet wird, begreift der Kommissar dies als persönliche Niederlage und leidet unter seiner Hilflosigkeit.

## Rezeption
Für das Rezensionsmagazin Kirkus Reviews war Maigrets Geständnis „ein ungewöhnlicher Maigret“. Der Roman sei „nicht für diejenigen, die ihre Kriminalrätsel sauber aufgelöst mögen, aber es ist eine dunkle, nachdenkliche Geschichte mit genügend lebendigen Beschreibungen Simenons, dass sie die statische, dialoglastige Darbietung aufwiegen.“ Laut The Christian Science Monitor beschrieb Simenon die Geschichte „präzise mit seinen üblichen eindringlichen Einblicken in die Arbeitsweise der Psyche.“ Tilman Spreckelsen fragte allerdings unter Bezug auf die Rahmenhandlung: „Hätte es diese Einkleidung unbedingt gebraucht? Wollte Simenon vielleicht, müde der gewohnten Erzählmaschinerie, etwas anderes versuchen?“
Die Romanvorlage wurde insgesamt zweimal verfilmt: im Rahmen der Fernsehserien Maigret mit Rupert Davies (1963) und Les Enquêtes du commissaire Maigret mit Jean Richard (1981).

## Ausgaben
- Georges Simenon: Une confidence de Maigret. Presses de la Cité, Paris 1959 (Erstausgabe).
- Georges Simenon: Maigret und der Fall Josset. Übersetzung: Hansjürgen Wille, Barbara Klau. Kiepenheuer & Witsch, Köln 1960.
- Georges Simenon: Maigret und der Fall Josset. Übersetzung: Hansjürgen Wille, Barbara Klau. Heyne, München 1966.
- Georges Simenon: Maigrets Geständnis. Übersetzung: Roswitha Plancherel. Diogenes, Zürich 1982, ISBN 3-257-20756-5.
- Georges Simenon: Maigrets Geständnis. Sämtliche Maigret-Romane in 75 Bänden, Band 54. Übersetzung: Roswitha Plancherel. Diogenes, Zürich 2009, ISBN 978-3-257-23854-9.